# Sommer-Paralympics 2012/Teilnehmer (Spanien)
| stlisierte Goldmedaille | stlisierte Silbermedaille | stlisierte Bronzemedaille |
| ----------------------- | ------------------------- | ------------------------- |
| 8                       | 18                        | 16                        |

Spanien entsendete zu den Paralympischen Sommerspielen 2012 in London eine aus 148 Sportlern bestehende Mannschaft.

## Teilnehmer nach Sportart

### 5er-Fußball
Männer:
- Adolfo Acosta Rodriguez
- Alfredo Cuadrado Freire
- Raul Diaz Ortin
- Youssef El Haddaoui Rabii
- Jose Luis Giera Tejuelo
- Alvaro Gonzalez Alcaraz
- Jose Lopez Ramirez
- Antonio Martin Gaitan
- Francisco Munoz Perez
- Marcelo Rosado Carrasco

### Bogenschießen
Frauen:
- Maria Rubio Larrion

Männer:
- Jose Marin Rodriguez
- Guillermo Rodriguez Gonzalez

### Boccia
Frauen:
- Veronica Pamies Morera

Männer:
- Francisco Beltran Manero
- Pedro Cordero Martin
- Jose Dueso Villar
- Manuel Martin Perez
- Jose Prado Prado
- Jose Rodriguez Vazquez

### Judo
Frauen:
- Marta Arce Payno
- Laura Garcia Benitez
- Maria del Carmen Herrera Gomez
- Monica Merenciano Herrero

Männer:
- David García del Valle
- Abel Vazquez Cortijo

### Leichtathletik
Frauen:
- Ruth Aguilar Fulgencio
- Elena Congost
- Sara Martinez
- Eva Ngui

Männer
- Abderrahman Ait Khamouch
- Lorenzo Albaladejo Martinez
- Antonio Andujar Arroyo
- Abel Avila
- Ignacio Ávila
- Rafael Botello Jimenez
- David Casino
- Ricardo de Pedraza Losa
- Gerard Desgarrega Puigdevall
- Jose Antonio Exposito Pineiro
- José Manuel González
- Jose Martinez Morote
- Joan Munar Martinez
- Gustavo Nieves
- Jose Pampano
- Martin Parejo Maza
- Xavier Porras
- Roger Puigbo Verdaguer
- Maximiliano Rodríguez
- Alberto Suarez Laso

### Powerlifting (Bankdrücken)
Frauen:
- Loida Zabala Ollero

### Radsport
Frauen:
- Raquel Acinas Poncelas
- Josefa Benitez Guzman
- Maria Noriega

Männer:
- Roberto Alcaide
- Alfonso Cabello
- Miguel Angel Clemente Solano
- Maurice Far Eckhard Tió
- Juan Emilio Gutierrez Berenguel
- David Llaurado Caldero
- Juan Jose Mendez
- Diego Javier Munoz
- Cesar Neira
- Aitor Oroza Flores
- Jose Enrique Porto Lareo
- Christian Venge
- Jose Antonio Villanueva Trinidad

### Rollstuhlbasketball
Männer:
- Bernabe Costas de Miranda
- Diego de Paz Pazo
- Ismael Garcia Moreno
- Asier Garcia Pereiro
- Jaume Llambi Riera
- Roberto Mena Perez
- David Mouriz Dopico
- Rafael Muino Gamez
- Daniel Rodriguez Martin
- Jesus Romero Martin
- Francisco Sanchez Lara
- Alejandro Zarzuela Beltran

### Rollstuhlfechten
Männer:
- Carlos Soler Marquez

### Rollstuhltennis
Frauen:
- Elena Jacinto
- Lola Ochoa

Männer:
- Daniel Caverzaschi
- Francesc Tur

### Rudern
Männer:
- Juan Barcia Alonso

### Schießen
Männer
- Miquel Orobitg Guitart
- Juan Antonio Saavedra Reinaldo
- Francisco Angel Soriano San Martin

### Schwimmen
Frauen
- Amaya Alonso
- Michelle Alonso Morales
- Carla Casals
- Julia Castello Farre
- Begona Curero
- Deborah Font
- Sarai Gascon
- Marta Maria Gomez Battelli
- Isabel Yinghua Hernandez Santos
- Lorena Homar Lopez
- Esther Morales
- Teresa Perales

Männer
- Jaime Bailon Galindo
- Jose Ramon Cantero Elvira
- Pablo Cimadevila
- Jesus Collado
- Javier Crespo
- Enhamed Enhamed
- Enrique Floriano
- Omar Font
- Albert Gelis
- Vicente Gil
- Javier Hernandez Aguiran
- David Levecq
- Miguel Luque
- Jose Antonio Mari Alcaraz
- Israel Oliver
- Richard Oribe
- Miguel Angel Martinez Tajuelo
- Edgard Quiros Baltanas
- Sebastián Rodríguez
- Ander Romarate Aguirre
- Alejandro Sanchez Palomero
- Ricardo Ten
- Xavier Torres

### Segeln
Frauen:
- Carolina Lopez Rodriguez

Männer:
- Fernando Alvarez Ortiz de Urbina
- Francisco Llobet

### Tischtennis
Männer:
- Jorge Cardona
- Jordi Morales
- Tomas Pinas
- Miguel Rodríguez
- Jose Manuel Ruiz Reyes
- Alvaro Valera